# Amphitrite scylla
Amphitrite scylla är en ringmaskart som först beskrevs av Savigny 1822.  Amphitrite scylla ingår i släktet Amphitrite och familjen Terebellidae. Inga underarter finns listade i Catalogue of Life.